# Wherever I Go (canção)
"Wherever I Go" é uma canção da banda norte-americana OneRepublic, gravada para o seu quarto álbum de estúdio Oh My My. Foi composta e produzida por Ryan Tedder, Brent Kutzle e Noel Zancanella. O seu lançamento ocorreu em 13 de maio de 2016, através das gravadoras Mosley e Interscope, servindo como o primeiro single do disco.

## Faixas e formatos
| Download digital |                 |         |  |
| N.º              | Título          | Duração |  |
| 1.               | "Wherever I Go" | 2:49    |  |

| Download digital (Danny Dove Club Edit) |                                        |         |  |
| N.º                                     | Título                                 | Duração |  |
| 1.                                      | "Wherever I Go" (Danny Dove Club Edit) | 4:57    |  |

## Créditos
Todo o processo de elaboração de "Wherever I Go" atribui os seguintes créditos:
Gravação e publicação
- Gravada em 2016 nos Revolution Studio (Toronto, Ontario) e Ritz-Carlton (Moscou, Rússia)
- Gravação adicional nos Neptune Valley (Los Angeles, Califórnia) e Waterloo Studios (Los Angeles, Califórnia)
- Mixada nos Mixsuite (Reino Unido)
- Masterizada nos Sterling Sound (Nova Iorque)
- Publicada pela Sony ATV Tunes / Midnight Miracle Music (GMR), Acornman Music — administrada pela Downtown Music Publishing LLC (GMR), Songs of Patriot Games / Blastronaut Publishing — administrada pela Downtown DMP Songs (BMI)

Produção